# کوتانتین درولیوف
کوتانتین درولیوف (اوکراینی: Костянтин Миколайович Деревльов؛ زادهٔ ۱۱ ژوئیهٔ ۱۹۸۳) بازیکن فوتبال اهل اوکراین است.
وی همچنین در تیم ملی فوتبال زیر ۲۱ سال اوکراین بازی کرده‌است.